# Alexander Pereswetoff-Morath (död 1709)
Alexander Pereswetoff-Morath, född omkring 1660, död i augusti 1709 i Viborg, var en svensk militär.
Alexander Pereswetoff-Morath var son till överste Alexander Pereswetoff-Morath och Barbara Möller. Han blev kaptenlöjtnant vid Änkedrottningens livregemente till häst 1678, ryttmästare där 1688 och var överstelöjtnant och chef för Savolax fördubblingsinfanteribataljon jämte tremänningar 1700–1709.